# جمعه‌لو
جمعه‌لو، روستایی از توابع بخش افشار شهرستان خدابنده در استان زنجان ایران است.روستای جمعه لو روستای از قشلاقات افشار است زبان مردم این روستا ترک شاهسونی هست که به این زبان سخن میگویند میتوان به مکان های گردشگری بسیار زیبای این روستا اشاره کرده، دلیک داش،دال بولاغ،قیرمیزی دلیک داش،باجی خانم،دامجی بولاغ(کهریز)،کوه گوشا قارداش،چشمه (خارابا) و از همه مهم تر علم مقدس است که هر ساله بسیاری از روستاییان برای دیدن این علم به این مکان میروند. ولی در اواخر اردیبهشت ماه و اواسط خرداد ماه زنان روستا در این مکان چادر میزنند و از شیرینی هایی که خودشان پخته اند به دیگران میدهند. در روز عاشورا هم مردان برای عزاداری دور این علم می چرخند و سوگ واری میکنند. جمعیت این روستا متغیر است که در فصل تابستان بیش از ۱۰۰ نفر و در فصل زمستان کم تر از ۵۰ نفر میشود

## جمعیت
این روستا در دهستان قشلاقات افشار قرار دارد و براساس سرشماری مرکز آمار ایران در سال ۱۴۰۰، جمعیت آن ۵۰۰ نفر (۱۰۱خانوار) بوده‌است.